# Dundas Island, British Columbia
Dundas Island är en ö i Kanada.   Den ligger i North Coast Regional District och provinsen British Columbia, i den sydvästra delen av landet, 4 000 km väster om huvudstaden Ottawa. Arean är 157 kvadratkilometer.
Terrängen på Dundas Island är lite kuperad. Öns högsta punkt är 461 meter över havet. Den sträcker sig 19,7 kilometer i nord-sydlig riktning, och 15,0 kilometer i öst-västlig riktning.
I omgivningarna runt Dundas Island växer i huvudsak barrskog. Trakten runt Dundas Island är nära nog obefolkad, med mindre än två invånare per kvadratkilometer.